# Parasite Eve (jeu vidéo)
Pour les articles homonymes, voir Parasite Eve.
Parasite Eve est un jeu vidéo d'action-aventure avec des éléments d'horreur, développé et édité par Square Co. en 1998 sur PlayStation. Il est uniquement sorti au Japon et en Amérique du Nord.
L'histoire se déroule à Manhattan, autour de l'inspectrice de police du NYPD Aya Brea, et d'une chanteuse d'opéra Melissa Pearce, qui s'est transformée en un monstre. La base du scénario tourne autour des mitochondries mutantes présentes dans le corps de Pearce, qui ont atteint un niveau de développement suffisant pour modifier ses cellules, ce qui entraîne chez elle une perte totale du contrôle de son corps et de son esprit. Elle mute alors et possède des attributs non-humains, comme la possibilité de voler. Elle n'est dès cet instant plus Pearce mais Eve. Les mitochondries mutantes s'échappent de son corps afin de contaminer des centaines d'autres êtres, humains et animaux, qui sèment alors la terreur. Une des caractéristiques de ces mitochondries mutantes réside dans le fait qu'elles peuvent produire d'énormes quantités d'énergie, jusqu'à provoquer des combustions humaines spontanées. Pour des raisons révélées plus tard dans le jeu, Aya est immunisée contre les pouvoirs de Eve, elle essaye donc par tous les moyens de combattre cette dernière.
Un second épisode voit le jour en 1999 : Parasite Eve II, sorti, lui, en Europe cette fois-ci. De plus, les aventures d'Aya Brea se poursuivent dans The 3rd Birthday, qui s'éloigne en revanche du monde de Parasite Eve et n'est donc pas considéré comme faisant partie de la série, mais plutôt comme un spin-off. La série est basée sur le roman éponyme de l'écrivain japonais Hideaki Sena et se constitue comme une suite dudit roman. Une adaptation cinématographique a vu le jour en 1997.

## Trame
L'histoire se déroule à Manhattan et débute le 24 décembre 1997. L'inspectrice Aya Brea, une jeune recrue de la police de New York, assiste à un opéra au Carnegie Hall, à l'occasion d'un rendez-vous galant. Au cours de la représentation, toutes les personnes présentes dans la salle s'embrasent spontanément, à l'exception d'Aya, de son compagnon et de la chanteuse, nommée Melissa Pearce. Aya se rend sur scène et affronte Melissa, qui semble avoir provoqué cette combustion. Celle-ci dit à Aya que ses mitochondries ont besoin de plus de temps pour se développer, puis s'enfuit dans les coulisses. Aya la poursuit. Une fois en coulisses, Melissa se métamorphose en une créature monstrueuse et s'enfuit dans les égouts, déclarant que son nom est désormais Eve.
Le lendemain, le 25 décembre, Aya et son coéquipier Daniel Dollis se rendent au musée d'histoire naturelle pour consulter le Dr Hans Klamp, un scientifique. Ce dernier leur parle des mitochondries, mais ses explications ne permettent pas d'élucider les événements de la veille. Plus tard dans la journée, Aya apprend que Melissa/Eve est au théâtre en plein air de Central Park, où un public s'est rassemblé pour assister à un concert qu'elle devait y donner, malgré l'annulation de celui-ci. Aya entre seule dans le parc — Daniel étant incapable de passer les grilles sans prendre feu — et parvient jusqu'au théâtre, mais arrive trop tard pour empêcher Eve de provoquer la rébellion des mitochondries du public, qui se transforme en une masse orangeâtre informe et visqueuse. Aya poursuit Eve, puis l'affronte sur une calèche tirée par un cheval qui prend immédiatement feu après avoir commencé sa course. Après le combat, le cheval en feu fait une chute, et se détache de la calèche. Cette dernière finit sa course dans le décor, laissant Aya inconsciente. De son côté, Daniel découvre que son fils Ben était présent dans le public à Central Park, mais qu’il est parti après s’être senti mal et avoir remarqué un changement étrange dans le comportement de sa mère. Manhattan est alors évacuée en raison de la menace que représente Eve.
Tandis que l’évacuation est en cours, un scientifique japonais du nom de Kunihiko Maeda parvient à entrer dans la ville et assiste à la combustion spontanée d’un policier. Aya se réveille dans un appartement à SoHo, avec Daniel et Maeda à son chevet. Ce dernier révèle l’origine d’Eve : un scientifique a tenté de cultiver les cellules de sa femme décédée après un accident de voiture, mais ses mitochondries ont pris le contrôle de son corps. Maeda pense qu’Eve cherche à donner naissance à un « Être Ultime ». Le lendemain, le trio retourne voir le Dr Klamp. Après avoir examiné des échantillons de cellules d’Eve et d’Aya, Maeda conclut, en s’appuyant sur la théorie du gène égoïste, qu’une course évolutive pour la survie oppose les mitochondries d’Aya et celles d’Eve. Klamp fait alors irruption et pose plusieurs questions à Aya sur un ton hostile. Le groupe quitte ensuite le musée pour se rendre à l’hôpital St Francis, où Maeda pense qu’Eve pourrait chercher à se procurer du sperme pour concevoir l’Être Ultime. En arrivant sur place, ils constatent qu’Eve s’y trouve déjà. Celle-ci s’empare du sperme et prend la fuite.
Le jour suivant, Aya constate que la masse orange issue de Central Park pénètre le réseau d’eau potable de la ville. Elle retourne voir le Dr Klamp et découvre qu’il a conçu un sperme génétiquement modifié pour permettre à Eve de créer l’Être Ultime. Klamp s’embrase alors spontanément. Aya retrouve ensuite Eve dans une autre aile du musée, entourée par la masse orange visqueuse qui forme une barrière protectrice autour d’elle, tandis que l’Être Ultime se développe en elle. Après plusieurs tentatives infructueuses pour l’attaquer, l’armée demande à Aya d’intervenir depuis un hélicoptère, étant la seule à pouvoir s’approcher d’Eve sans prendre feu. Le plan fonctionne, mais Aya doit achever le combat sur la Statue de la Liberté, en ruines, où Eve succombe finalement à une nécrose cellulaire due à son instabilité mitochondriale. Alors qu’Aya se repose sur un navire de la marine, l’Être Ultime voit le jour et attaque les bâtiments alentour. Aya l’affronte, mais la créature évolue à un rythme alarmant sous l’effet de ses mitochondries. Pour la vaincre, Aya fait monter la pression de la chaudière du navire à un niveau critique, provoquant l’explosion de celui-ci avec l’Être Ultime à son bord. Dans la fin initiale, Aya, Daniel, son fils Ben et Maeda assistent à un opéra au Carnegie Hall, où les pouvoirs mitochondriaux d’Aya résonnent avec le public, faisant luire leurs yeux d’un éclat inquiétant.
Après avoir terminé le jeu une première fois, le joueur peut accéder au Chrysler Building et affronter le véritable boss final, qui prend l’apparence de Maya, la grande sœur d’Aya. Maya explique qu’Aya et elle ont été conçues à partir des cellules du foie de l’Eve originelle, que Klamp avait cultivées à des fins d’analyse. Melissa avait établi un nid dans l’immeuble pour permettre à l’Être Ultime de naître en cas d’échec de sa propre tentative. Aya discute un moment avec sa sœur avant qu’Eve ne prenne le contrôle et ne déclenche un affrontement. Après la défaite de l’Eve pure, les mitochondries d’Aya commencent à se rebeller contre elle. Il est révélé que les mitochondries d’Aya ont atteint un stade d’évolution supérieur à celles de Maya, mais que la personnalité de Maya a soudainement repris le dessus et tente de repousser l’influence d’Eve. Maya finit par l’emporter, purgeant Eve de son être et empêchant l’Eve originelle de prendre possession d’Aya. Avant de quitter l’immeuble, Aya dit à Maya de rentrer avec elle.

## Système de jeu
Parasite Eve est un "action RPG" avec des éléments de survival horror. Le joueur incarne l'inspectrice Aya Brea dans des environnements en 3D précalculée. Les déplacements sur la carte de Manhattan sont limités à des destinations spécifiques. Lorsque le joueur franchit certains passages, des rencontres aléatoires avec des ennemis peuvent se produire,. Les ennemis se matérialisent et attaquent le joueur sur le même écran de déplacement de Aya. En combat, le jeu utilise un système de combat à temps réel avec une Active Time Bar (ATB) qui fixe le temps avant l’exécution d'une action du joueur,. En attendant leur tour, les joueurs peuvent déplacer Aya pour éviter les attaques ennemies. Durant chaque tour, le joueur peut choisir d'attaquer à l'aide d'armes à feu équipées, utiliser l'énergie parasite (Parasite Energy, l'équivalent de points de magie) pour des sorts défensifs ou offensifs, changer d'équipements ou encore fuir le combat,,. Si le joueur choisit d'attaquer, le combat s'arrête temporairement et un dôme représentant une zone d'atteinte apparaît, laissant le choix de viser un ennemi à portée,. L'énergie parasite se recharge durant la bataille mais plus elle est utilisée, moins vite elle se recharge.
Hors combat, le joueur peut modifier les attributs et les effets de son équipement (armes et armures) avec des outils et des super-outils, limités en nombre. Pour se faire, le joueur sélectionne l'option "Amélioration", puis la pièce d'équipement à améliorer avec une seconde pièce d'équipement qui possède déjà un effet/attribut. Les armes peuvent avoir différentes propriétés, incluant des effets spéciaux comme "acide". Un des éléments de jeu de rôle présent dans le jeu est une système de niveau basé sur l'expérience obtenue en combat. À chaque niveau, le joueur gagne des points de caractéristiques et des points bonus attribuables. Les points bonus peuvent être attribués à la capacité de stockage d'objet ou réduire le temps de latence de l'ATB. Le joueur peut sauvegarder sa partie en passant un appel au commissariat avec les téléphones fixes accessibles dans les différents niveaux du jeu,.
Une fois que le joueur a terminé le jeu, l'option « EX Game » apparaît. Il s'agit d'un new game plus qui diffère d'une partie normale sur un certain nombre d'aspects : le joueur a accès à tous les objets stockés au poste de police lors de sa partie précédente, ainsi qu'à l'arme et à l'armure qu'il a choisi de  garder avant la fin du jeu, et les points bonus (BP) obtenus en fin de partie peuvent à présent être utilisés ; pour ce qui est de l'expérience, en revanche, le joueur est ramené au niveau 1,,. Les objets, les armes et les bonus sont plus puissants, mais les ennemis aussi. Le changement le plus significatif est l'ajout du Chrysler Building, un gratte-ciel de 77 étages dont la plupart du contenu est généré aléatoirement, et qui permet d'accéder au combat contre le véritable boss final.

## Équipe de développement
- Producteur : Hironobu Sakaguchi
- Réalisateur, scénariste, planning : Takashi Tokita
- Battle Design : Yoshihiko Maekawa
- Character Design : Tetsuya Nomura
- Musique : Yoko Shimomura
- Roman original : Hideaki Sena
- Réalisateur de localisation : Ichiro Nonaka
- Producteurs exécutifs : Tetsuo Mizuno, Tomoyuki Takechi
- CG Supervisors : Lisa Foster, Bruce Jurgens, Caleb Owens, Sharon Packer, Jennifer Pearce, Peter Warner, Caleb Weissberg
- Animattion personnages : Eric Pavey
- Programmeur principal : Hiroshi Kawai
- Event Design : Charles Pinady, Byron Jelden, Matt Coohill, Motoharu Tanaka, Ryota Toyama
- Senior Vice-President of Technology : Paul Ashdown
- Technology Team : Caroline Allen, Gary Boswood

Le jeu vidéo Parasite Eve est basé sur le novel japonais Parasite Eve sorti en 1995. D'un point de vue scénaristique, le jeu sert de préquel au livre, compilant divers événements tout en précisant que Mariko Anzai, la fille qu'Eve avait choisi pour devenir son hôte dans le roman, est la mère biologique d'Aya. Durant le développement du jeu, Square décide d'utiliser New-York comme lieu d'action comme cela avait été précédemment considéré pour Final Fantasy VII. Parasite Eve est le premier jeu reconnu Mature par l'ESRB (Entertainment Software Rating Board). Différents concepts pour l'ouverture du jeu ont été envisagés, notamment différents designs pour Aya et Melissa sur la scène de l'opéra. L'auteur Hideaki Sena ne connaissait pas l'intrigue du jeu avant son achèvement, puisque le jeu était une collaboration entre Square et son éditeur.
L’héroïne Aya Brea a été créée par Hironobu Sakaguchi et finalement dessinée et conceptualisée visuellement par Tetsuya Nomura. De premiers concept-art d'Aya ont été initialement ébauché par des tiers, sans jamais aboutir. Sakaguchi voulait un personnage aux longs cheveux comme Aeris Gainsborough de Final Fantasy VII. À l'époque, Tetsuya Nomura s'occupait de la création d'un autre personnage pour un projet différent qui portait des cheveux assez courts : il s'est "embrouillé" en les dessinant et a accidentellement combiné les deux dessins, créant l'actuel Aya. Les développeurs voulaient une héroïne "femme forte" à la beauté ensorcelante.
Une vidéo démo de Parasite Eve a été présenté au Tokyo Game Show de Septembre 1997. Il s'agissait d'une vidéo d'animation sans éléments de gameplay.

## Commercialisation
Parasite Eve sort le 29 mars 1998 au Japon sur PlayStation. Les publicités à la télévision montraient une capture vidéo d'une cinématique du jeu aux États-Unis dans les jours suivant la sortie. En raison d'une erreur d'expédition, 200 copies du jeu sont déjà disponibles chez le revendeur Best Buy une semaine avant la sortie. Le jeu sort en Amérique du Nord le 9 septembre 1998.
Avant la sortie de The 3rd Birthday en 2010, Yoshinori Kitase et Tetsuya Nomura affirment envisager la possibilité d'une réédition de Parasite Eve et de sa suite sur le PlayStation Network, en raison de la demande pour ces deux jeux. Kitase rappelle toutefois que ceux-ci ne sont pas la seule propriété de Square Enix, mais aussi de l'auteur Hideaki Sena. Leur réédition au Japon est ensuite officialisée, avec une date de sortie fixée au 4 novembre 2010 pour Parasite Eve et le 18 du même mois pour Parasite Eve II, pour un prix de 600 yens (environ 5€). En Amérique du Nord, les deux jeux paraissent respectivement la semaine du 14 mars 2011 et du 22 août de la même année,,.
En 2018, Parasite Eve est inclus dans le catalogue de la PlayStation Classic dans sa déclinaison japonaise.

## Musiques
Yoko Shimomura composa la bande originale incluant le titre "Primal Eyes". La chanson finale "Somnia Memorias" a été réalisée par Shani Rigsbee. Shimomura déclara qu'elle tenta de composer une musique "inorganique" pour le jeu, ce qu'elle décrivit comme quelque d'unique. Un album, sous le nom de Parasite Eve Remixes, a été également commercialisée, contenant des remix réalisés par d'autres artistes. L'idée de cet album "remix" est venu d'une suggestion de Shimomura, voulant que les musiques du jeu soit remixé plutôt que ré-arrangé.
Yoko Shimomura deviendra bien plus tard une compositrice de renom de musique de jeu vidéo à travers son travail dans la licence Kingdom Hearts. Malgré son travail comme compositeur dans Super Mario RPG: Legends of the Seven Stars, Parasite Eve devint le projet lançant sa carrière internationale. Durant son travail sur P.E., Shinomura passa du temps en Amérique, de laquelle la majorité de l'équipe du jeu était d'origine. En raison de cela, Shimomura se souvint de ce jeu comme "challengeant". Elle souhaitait faire une musique expérimentale, en évitant une classification techno,. Son objectif était de créer quelque chose d'"inorganique" et reconnaissable comme étant un produit de Square.
Jusqu'à P.E., Shimomura écrivait sa musique d'une manière qui reflétait son état d'esprit, mais pour ce jeu, elle choisit une approche moins "émotionnelle". Elle déclara que cela représenterai mieux l'atmosphère du jeu et l'attitude froide de Aya. Fondamentalement, elle ajouta que P.E. était un travail expérimental de bien des manières. En raison du contexte scénaristique de lieu, Shimomura utilisa de la musique d'opéra, mais puisque la musique d'opéra ne pouvait s'adapter aux séquences de combat, Shimomura ajouta différents rythmes: ces rythmes furent inspirés de ceux découvert en musique d'arrière-plan d'un night-club. L’enregistrement musicale, eu lieu au studio Andora à Los Angeles.
Parasite Eve fut l'un de ses premiers projets incluant du "vocal", le thème de fin "Somnia Memorias". Cela a été ainsi puisque le système PlayStation fut assez puissant pour le permettre. Shimomura évita de choisir une personne connue comme chanteur. "Somnia Memorias" fut chanté par Shani Rigsbee, tandis que les versions orchestrales de "Influence of Deep" et de "Se il Mio Amore Sta Vincino" ont été fournis par Judith Sirina. "Somnia Memorias"fut traduit et adapté du japonais en latin par Raul Ferrando, tandis que "Se il Moi Amore Sta Vincino" a été traduit par Daniella Spagnolo. Les paroles de toutes les partitions vocales ont été écrites par Shimomura. La piste "I Hear a Voice Asking Me to Awaken" était un arrangement de Wachet auf, ruft uns die Stimme, BWV 140 de Johann Sebastian Bach.
L'album Parasite Eve Original Soundtrack (2 diques) a été diffusé sous DigiCube le 21 mai 1998 sous le numéro SSCX-10020. Plus tard, sur la demande des fans, une ré-édition à travers le label Square Enix fut publié en janvier 2011 sous le numéro de catalogue  SQEX-10222/3. La musique reçut des critiques positives et participa à la popularité de Shimomura en tant que compositeur de jeu vidéo,.
Parasite Eve Remixes est un album de 10 pistes, présentant des versions remixés des titres musicaux de Parasite Eve. Les remixes ont été créés par Shimomura, Tamaru, Hidenori Iwasaki et Keichi Takakashi. De nombreux DJ y ont contribué comme Tomo, Dan K ou encore Dummy Run. Selon Shimomura, l'idée de cet album vint de l'avis de quelqu'un lui suggérant de créer des versions remixés plutôt que ré-arrangées. Shimomura fut chargé de remixer « Aya's Theme », le titre principal de P.E.

## Accueil

### Accueil critique
Parasite Eve reçoit un accueil positif de la critique, obtenant la note de 81/100 (« favorable dans l'ensemble ») sur l'agrégateur Metacritic. IGN encense le jeu pour son ton adulte, ainsi que pour sa qualité visuelle « sans égal » : « Que ce soit son character design, ses décors précalculés ou ses cinématiques en images de synthèse, tout dans Parasite Eve est absolument remarquable. » Game Informer remarque les environnements de toute beauté mais déplore des longs temps de chargement lors des changements de lieu ou lors du déclenchement d'un combat. GameSpot déclare que le niveau de détail des lieux réels de New-York est ahurissant. Cependant, l'absence de doublage diminue l'impact des scènes dramatiques,. Le jeu est souvent comparé à la série Resident Evil, mais GamePro estime que le gameplay de Parasite Eve est plus profond, avec des améliorations d'armes et des zones cachées à découvrir,, La critique souligne que le jeu s'affranchit de plusieurs conventions du RPG, mais qu'il souffre d'une faible durée de vie,. IGN et GameRevolution épinglent la linéarité de l'intrigue,. Le système de combat est défavorablement comparé à Final Fantasy VII notamment avec la caméra qui reste fixe le long du combat. L'auteur original de l'œuvre Hideaki Sena a déclaré que les développeurs du jeu ont bien retranscrit sa nouvelle.

### Accueil commercial
Famitsu estime les ventes de Parasite Eve au Japon à 956 461 exemplaires au cours de la première moitié de l'année 1998, en faisant le 4e jeu vidéo le mieux vendu sur ce territoire pour cette période ; pour l'année complète, toujours au Japon, Famitsu estime cette fois les ventes de Parasite Eve à 994 423 exemplaires, ce qui le classe comme la 6e meilleure vente de jeu vidéo en 1998 — devancé (par ordre décroissant) par Pokémon Rouge, Vert, Bleu et Jaune, Resident Evil 2, Gran Turismo, Dragon Quest Monsters: Terry's Wonderland et Tekken 3. En février 2004, selon Square Enix, Parasite Eve s'est écoulé à 1,94 million d'exemplaires : 1,05 million au Japon, et 890 000 dans le reste du monde. En Amérique du Nord, le jeu est réédité dans la gamme Greatest Hits.

### Distinctions
En 2000, le jeu est classé n°16 par les lecteurs du Famitsu magazine dans leur "100 meilleurs jeux Playstation de tout temps". En 2010, GamesRadar le classe parmi les 7 jeux des années 1990 qui mériterait un remake HD.

### Héritage
Le jeu vidéo Parasite Eve est inspiré par une œuvre littéraire, faisant partie du phénomène "J-horror" avec d'autres œuvres telles que le film japonais Ring, et laisse deux jeux vidéo "sequels"  ainsi qu'une adaptation en manga sur l'univers du jeu nommé Parasite Eve DIVA.